# Jimmy Robbins
Michael James Robbins conhecido por Jimmy Robbins (Raleigh, Carolina do Norte, 3 de setembro de 1989) é um cantor e compositor americano.
Ele toca guitarra e era conhecido anteriormente pelo projecto Too Sorry For Apologies.

## Biografia
Jimmy aprendeu sozinho a tocar guitarra aos 8 anos com uma guitarra que encontrou na casa de seus avós e escreveu sua primeira canção quando tinha 11 anos. A mãe de Jimmy foi diagnosticada com início precoce de Alzheimer e ela morreu quando ele tinha cerca de 14 anos de idade. Ele diz que ela é a razão pela qual ele começou a escrever música, porque era a única maneira que ele pudesse se comunicar. Alguns anos depois que sua mãe morreu, seu pai foi diagnosticado com câncer. Naturalmente, ele escreveu uma canção sobre o que chamou de "Cirurgia"(que foi incluída no seu álbum See Through Secrets). Antes de sua mãe morrer, ela fez seu  pai prometer que cuidasse de seus filhos, então ele escreveu a canção como se seus pais estavam conversando uns com os outros. Jimmy declarou muitas vezes que ele não escolheu a música, mas a música o escolheu. Suas músicas tratam de questões profundas, como a que sua mãe passou, a família, e as meninas. Ele listou Tom Petty como um dos seus músicos favoritos e como uma de suas influências musicais.
Seu primeiro trabalho solo como músico estava sob o nome Too Sorry For Apologies. Ele ganhou uma grande base de fãs online através de sites como MySpace e PureVolume, que o levou a escrever e auto-lançou seu primeiro LP Sleep The Pain Away, em 2005. Ele então passou a se auto-lançamento de seu EP Too Sorry For Apologies em 2006.
Em outubro de 2007, Jimmy assinou contrato com a Universal Motown Records. Começou a trabalhar num álbum cheio de comprimento e excursionou com vários músicos e bandas como The Scene Aesthetic, William Tell, entre 2007-2009. Durante o verão de 2009, Jimmy saiu em turnê com uma banda completa em dTour Rádio Disney antes de ingressar na turnê Mitchel Musso como um ato de abertura, juntamente com KSM . Os membros de sua banda foram Mateus Broadbent (baixista), Cláudio Rodrigues (baterista), e Will César (guitarra solo).O álbum de Jimmy com a grande gravadora See Through Secrets era para ser lançado em 2009, mas manteve-se  empurrado para trás. O álbum foi então lançado digitalmente em 08 setembro de 2009 com o álbum em papel a ser lançado. No entanto, Jimmy foi liberado da Universal Motown Records antes da impressa ser liberado. Havia duas músicas do álbum, "Turn It Up "e "Gonna Get Better". Um vídeo da música para o último foi feito e pode ser visto em sua página no YouTube. Turn It Up e vai ficar melhor traçado na Top Rádio Disney em 30 Countdown # 7 e # 16 respectivamente.
Atualmente, Jimmy tem escrito canções e espera fazer mais um álbum em breve. Jimmy recentemente lançou clips de suas canções em partes em seu site e deixou as fãs decidirem quais músicas devem fazêrem parte de seu próximo álbum.
Jimmy é conhecido por hospedar vídeo chats no Stickam com seus fãs para mantê-los atualizados sobre o que ele está fazendo e para ouvir as novas músicas que ele escreveu.

## Discografia

### Álbuns
- Sleep The Pain Away (2005) LP[1]
- Too Sorry For Apologies (May 9, 2006) EP[1]
- See Through Secrets [Digital Release] (September 8, 2009) LP
- Step One EP (November 29, 2009) EP

## Vida Pessoal
Jimmy é o caçula de três filhos. Ele tem duas irmãs mais velhas. Também ficou muito conhecido por fazer o clipe da cantora Alexz Johnson, sua namorada de longo prazo. Porém os dois romperam alguns dias depois do lançamento do clipe. Teve uma relação com Noelle Bean, que atualmente faz videos para Youtube, mas Jimmy rompeu dois meses depois. No seu aniversário de 24 anos, ele pediu sua atual namorada, Natalia, em casamento.

## Ligações Externas
- Jimmy Robbins
- Blog brasileiro sobre o Jimmy Robbins (noticias e etc)
- Twitter do cantor
- Twitter Team Brasileiro do cantor